# Capitán Apache
Capitán Apache (Captain Apache, 1971) es un western de producción británica y española, rodado íntegramente en España y protagonizado por Lee Van Cleef. 
En una ambientación de típica del género, cuenta también con elementos de intriga e incluso sobrenaturales, con la aparición de una bruja y escenas oníricas.
En España no conoció estreno en salas hasta 1975.

## Argumento
Capitán Apache (Lee Van Cleef), un oficial mestizo del ejército de Estados Unidos, cruza la frontera mexicana para dar caza a Rodríguez, un oscuro hombre de negocios que participa del tráfico de armas con tribus indias y bandidos mexicanos. El oficial también descubrirá que Rodríguez se halla implicado en una conspiración. Sobre ésta, Capitán Apache solamente logra averiguar unas enigmáticas palabras: mañana de abríl...

## El realizador
Capitán Apache fue realizado por Alexander Singer (1928), neoyorquino que colaboró con Stanley Kubrick en los inicios de la carrera de este, como productor adjunto de Atraco perfecto. Singer pasaría a desarrollar después una intensa actividad televisiva. Para el cine dirigió cinco títulos, siendo este el penúltimo de ellos.

## Reparto
- Lee Van Cleef (Capitán Apache)
- Carroll Baker (Maud)
- Stuart Whitman (Griffin)
- Percy Herbert (Moon)
- Elisa Montés (Rosita)
- Tony Vogel (Snake)
- Charles Stalmaker (O'Rourke) (Como Charles Stalnaker)[6]
- Charly Bravo (Sánchez) (Como Charlie Bravo)[6]
- Faith Clift (Abigail)
- Dee Pollock (Ben)
- Dan Van Husen (Al)
- Hugh McDermott (General Ryland)
- George Margo (Comisario)
- José Bódalo (General)
- Elsa Zabala (Bruja)
- Allen Russell (Maitre)
- Luis Induni (Comisionado Collier)
- Vito Salier (Diablo)
- Fernando Sánchez Polack
- Ricardo Palacios
- Milo Quesada
- Bruce M. Fischer
- Eric Chapman
- Dean Selmier
- Lucy Tiller
- John Clark
- Randy Gibson
- Francisco Marsó
- Cris Huerta
- Jess Hahn (Padre Rodríguez)

## Banda sonora
La composición de la banda sonora la firmó Dolores Claman. El posteriormente afamado compositor español José Nieto (acreditado como Pepe Nieto) sería el encargado de realizar los arreglos y conducirla. Contiene los temas en inglés Captain Apache y April Morning, interpretados por el propio protagonista, Lee Van Cleef. Captain Apache inaugura la película en los créditos iniciales, April morning la cierra en los finales tras el desenlace.

## Fechas de estreno
- País (Fecha)
- Finlandia (10 de septiembre de 1971)
- Estados Unidos (27 de octubre de 1971)
- Suecia (10 de enero de 1972)
- Camboya (1973)
- España

Madrid (27 de enero de 1975)
	
Barcelona (29 de septiembre de 1975)
	
Valencia (24 de noviembre de 1975)	
- Filipinas

Dávao (23 de octubre de 1979)